# Ogawa Haritsu

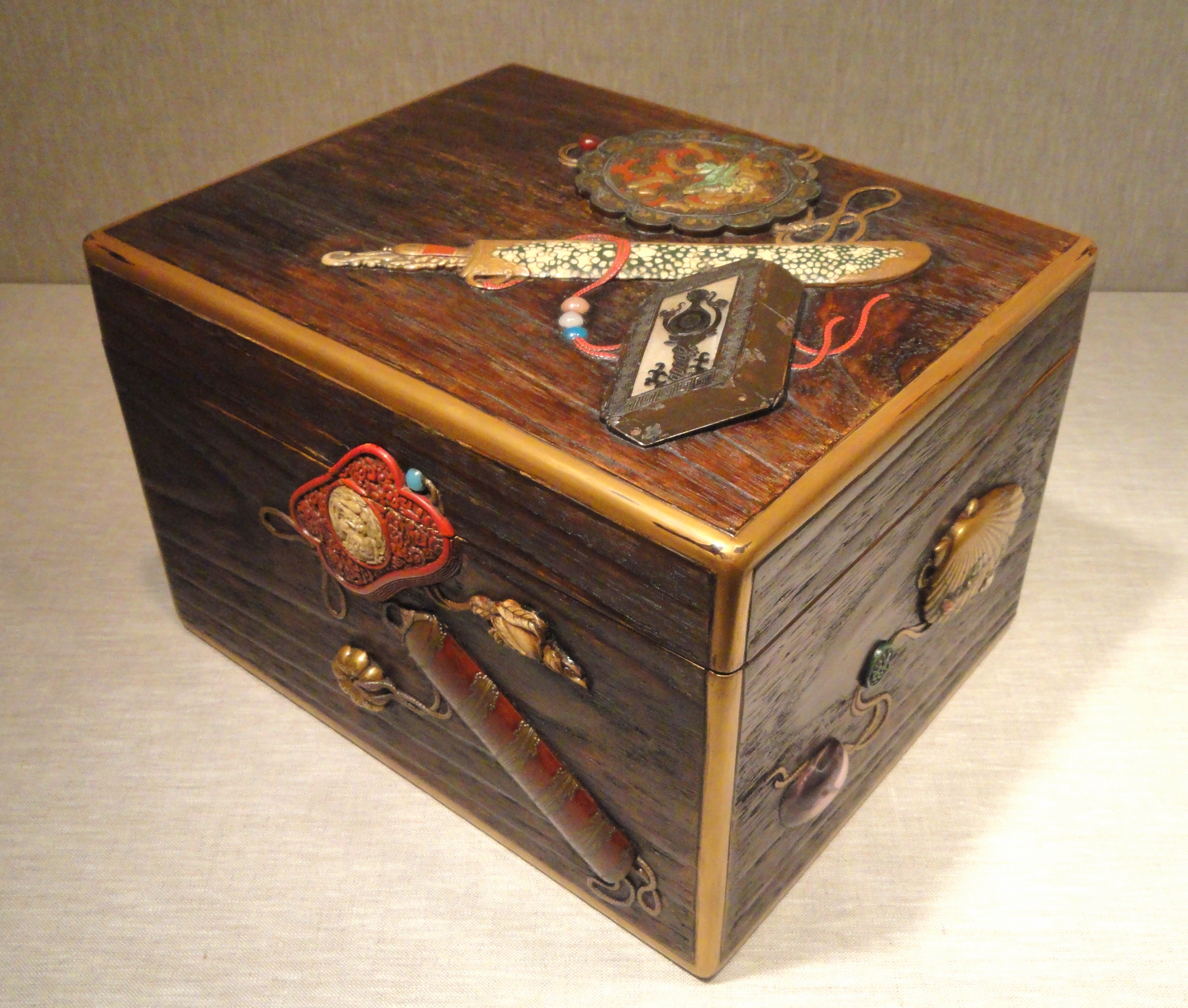
Lackiertes Kästchen für Zubehör (Tebako) aus Zypresse mit Einlegearbeiten aus Keramik, Glas, Perlmutt und Hai- oder Rochenhaut (Ritsuō, undatiert)

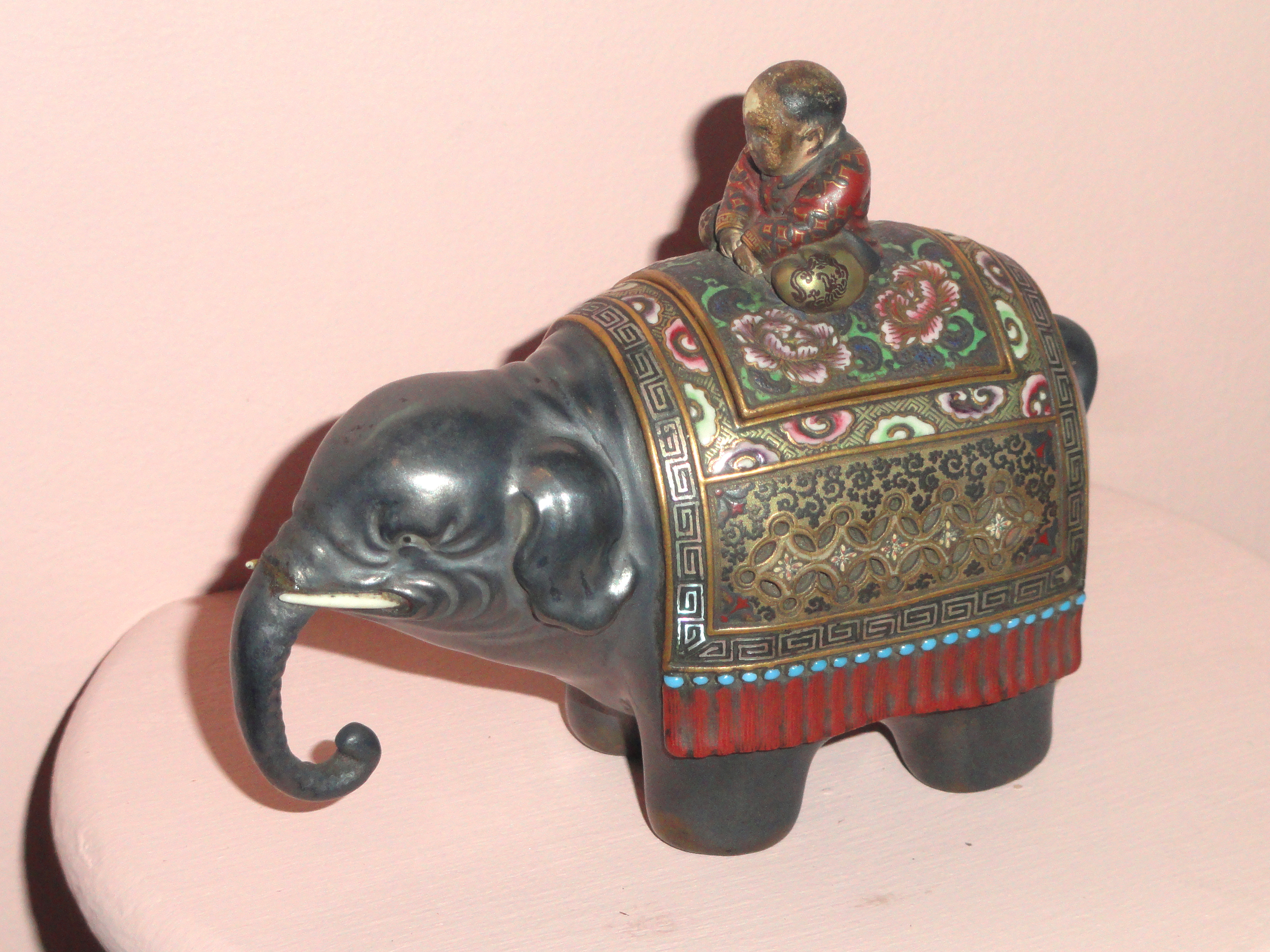
In Cloisonné-Technik hergestellter Duftrauchbrenner mit Lack und Perlmutt auf Kupferlegierung (Ritsuō, um 1740)

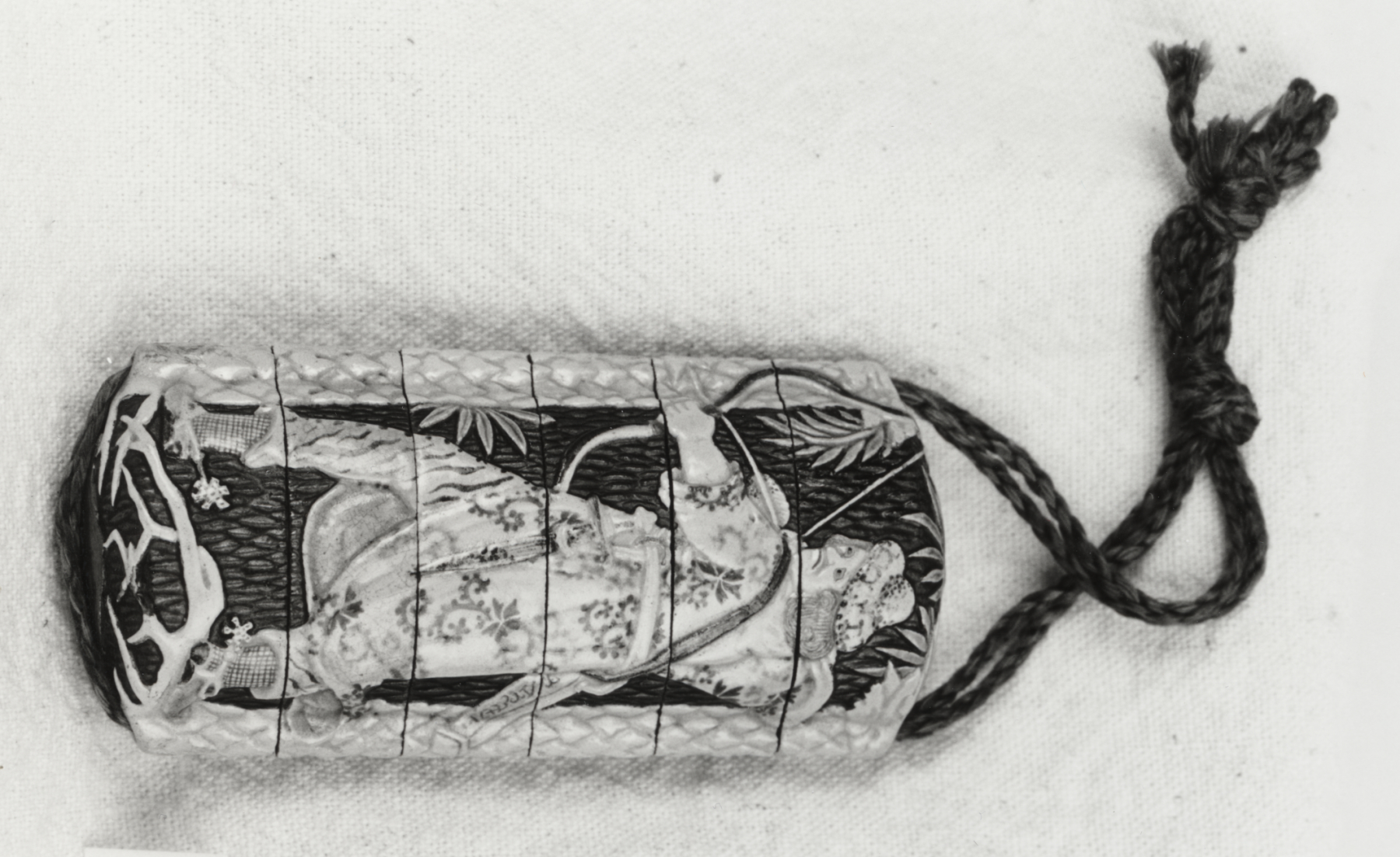
Inrō mit Abbild eines abendländischen Bogenschützen, der auf einen Faun zielt; Töpferware mit Aufglasurfarben und Goldlack (Ogawa Haritsu, um 1743)

Ogawa Haritsu (jap. 小川破笠; * 1663; † 10. Juli 1747) war ein Künstler der Edo-Zeit, der insbesondere für seine Lackarbeiten mit Einlagen bekannt ist. Viele Details gerade seines frühen Lebens sind unbekannt. Fest steht, dass er ein Mitglied des Schwertadels war und wahrscheinlich aus der Provinz Ise stammte. Zu einem nicht näher bestimmten Zeitpunkt seines Lebens kam er in die damalige japanische Hauptstadt Edo (heute Tokio) und lernte dort verschiedene Künste, wie die Haiku-Dichtung, Malerei und das Töpferhandwerk. Erst verhältnismäßig spät erlernte er die Lackbe- und verarbeitung. Bekannt ist er vor allem unter seinem Künstlernamen Ritsuō (笠翁).

## Leben
Ogawa Haritsu wurde 1663 vermutlich in der Provinz Ise geboren. Einige Quellen sprechen auch von Kyōto oder selten auch von Edo als Geburtsort. Ihm wird ein eher rustikaler und ländlicher Charakter sowie eine tiefe Naturverbundenheit nachgesagt. Möglicherweise wurde er von seiner Familie verstoßen und gelangte so mittel- und rückhaltlos nach Edo. Dort wurde er Schüler des Haiku-Dichters Fukuda Rogen, der ihn mit dem berühmten Dichter Matsuo Bashō bekannt machte. Ein weiterer seiner Lehrer war Ogawa Kyukoku. Dieser lehrte ihn Dichtkunst, Malerei im Stil der Tosa-Schule, Töpferei und Lackkunst. Über den Glauben Ogawa Haritsus ist nichts explizites bekannt, jedoch ist es möglich, dass er Bezüge zum Zen-Buddhismus hatte. Dies lässt sich auf Grund seiner Zugehörigkeit zum Schwertadel zwar nur vermuten, ist aber durch seine Verbindung zur Haiku-Dichtung und nicht zuletzt zu Ogawa Kyukoku wahrscheinlich.
Dieser war ein Vorreiter in der Herstellung von Lackarbeiten mit Einlagen, einer Technik, die aus China stammte und hauptsächlich über den zen-buddhistischen Mampuku-ji nach Japan vermittelt wurde. Kyukoku fertigte solche Arbeiten mit explizit zen-buddhistischen Motiven an und lehrte die Techniken seinem Schüler. Ogawa Haritsu perfektionierte seinen Umgang mit verschiedenen Einlagematerialien bald und fertigte Lackobjekte an, die sich schon zu seinen Lebzeiten größter Beliebtheit erfreuten. Im Alter von 61 Jahren wurde er schließlich vom Tsugaru Daimyō Nobuhisa entdeckt und in Dienst gestellt. Trotzdem war es ihm gestattet, weiter in Edo zu leben und zu arbeiten. Er pendelte jedoch regelmäßig zwischen Edo und dem Lehen seines Herren, da er auch verpflichtet war, ihn durch Konversation zu erheitern. Innerhalb dieses Dienstverhältnisses kam er mehr und mehr mit der chinesischen Kultur und insbesondere mit der neokonfuzianischen Gelehrsamkeit in Kontakt, welche sein Schaffen im Bereich der Lackkunst inspirierte. Im Jahre 1747 verstarb er schließlich.

## Namen und Siegel
Wie in der Edo-Zeit üblich verwendete auch Ogawa Haritsu verschiedene Namen und Siegel. Sein eigentlicher Name (azana 字) lautete Ogawa Naoyuki 小川尚行. Auch den Namen Naoyuki verwendete er, um seine Werke zu signieren. Sein eigentlicher Künstlername (gō 号) und auch sein mit Abstand bekanntester Name war jedoch Ritsuō (笠翁). Ebenso bekannt wie dieses Pseudonym war auch sein Siegel kan (歓). Ogawa Haritsu selbst verwendete dieses Siegel in der Regel in schwarz, sein Schüler Mochizuki Hanzan verwendete dasselbe Siegel, jedoch zur Abgrenzung und aus Respekt vor seinem Meister in weiß. Aufgrund der hohen Popularität, die die Einlagearbeiten Ogawa Haritsus genossen, verwendeten jedoch auch viele Nachahmer dieses Siegel, so dass es heutzutage oft schwierig ist, die Werke korrekt zuzuordnen. 
Weitere seiner Pseudonyme waren Kin'ya (金弥), Heisuke (平助) oder Muchūan (夢中庵).

## Stil und Einflüsse
Durch seine Vita und seine vielfältigen Lehrer, von denen er verschiedene Kulturtechniken und Künste/Kunsthandwerke erlernte, war Ogawa Haritsu einer Vielzahl von Einflüssen ausgesetzt, die sich in seinen Werken oft widerspiegeln. Sein Künstlername Ritsuō 笠翁 beispielsweise bedeutet übersetzt "der alte Mann mit dem (Bambus-)Strohhut" und reflektiert seine Zeit vor seiner Niederlassung in Edo, als er mittellos durch das Land zog. Auch in seinen haiku spielte er auf diese Phase seines Lebens an. Durch seine Herkunft aus dem Schwertadel, seinen mit dem Mampukuji verbundenen Lehrer und durch seinen Kontakt zu Matsuo Bashō hatte er Kontakt zur zenbuddhistischen Kultur. Auch der Einfluss der neokonfuzianischen Gelehrsamkeit auf sein Schaffen, insbesondere im Bereich der Lackkunst ist bemerkenswert. Vermutlich durch seine Arbeit für einen daimyō hatte er einen besseren Zugang zu chinesischen Importprodukten, so auch zu Literatur in Form von Katalogen und Enzyklopädien, welche in Japan eine hohe Popularität genossen.
Seine Lackarbeiten genossen auf Grund ihrer innovativen Technik der Einlegearbeiten und ihrer dem Zeitgeist entsprechenden Gestaltung eine hohe Popularität. Der oben rechts abgebildete Kasten zur Aufbewahrung zeigt exemplarisch seinen künstlerischen Stil und seinen Umgang mit Materialien. Der Kasten ist aus grob gemasertem Holz, das mit transparentem Lack versiegelt wurde gefertigt. Die in den Lack eingelegten Objekte sind aus verschiedenen Materialien geformt. Oft verwendete er organische Materialien, wie Leder oder Schildpatt, um weiche und natürliche Konturen zu Formen oder stellte aus flüssigem Lack und Pulvern aus Metall oder Keramik Pasten her, aus denen er Muschelgehäuse oder patinierte Metallgegenstände wie Gongs formte. Tuschesteine, als deren Vorlage Motive aus den Tuschsteinkatalogen Chengshi moyuan  (程氏墨苑) oder Fangshi mopu (方氏墨譜) dienten wurden ebenso aus Schwarzlack geschnitzt oder es wurden originale Tuschesteine ein Lack eingelegt.
Die häufige und bis dahin ungewöhnliche Wahl natürlich belassener Holzoberflächen als Hintergründe und die weitreichende Motivik der Einlagen sind ein Charakteristikum seiner Arbeit. Die Darstellung typischer Schreibutensilien und der Tuschesteine nach Vorlage bekannter Kataloge spiegelt den neokonfuzianischen Einfluss auf seine Person und den Geschmack der wohlhabenden und aufstrebenden Schichten der Samurai und Händler wider. Die Holzoberflächen und die täuschend echt wirkenden Imitationen von Pflanzen und Tieren bringen die ihm oft nachgesagte Naturverbundenheit und Bodenständigkeit zum Ausdruck.